# A Wild Ride (film, 1913)
Pour les articles homonymes, voir A Wild Ride.
Pour plus de détails, voir Fiche technique et Distribution.
A Wild Ride est un film muet américain réalisé par Colin Campbell et sorti en 1913.

## Fiche technique
- Réalisation : Colin Campbell
- Scénario : Colin Campbell
- Production : William Nicholas Selig
- Date de sortie : 
  - États-Unis : 12 juillet 1913

## Distribution
- Tom Santschi
- Bessie Eyton
- Frank Clark
- Lillian Hayward
- Fernando Galvez
- Wheeler Oakman
- William Scott